# Damijana
Damijana je  žensko osebno ime.

## Izvor imena
Damijana je različica ženskega osebnega imena Damjana.

## Pogostost imena
Po podatkih Statističnega urada Republike Slovenije je bilo na dan 31. decembra 2007 v Sloveniji število ženskih oseb z imenom Damijana: 495.

## Osebni praznik
V koledarju je ime Damijana skupaj z imenom Damjana.